# Klara Manzel
Klara Manzel (* 20. September 1983 in Dresden) ist eine deutsche Schauspielerin.

## Leben
Die Tochter der Schauspieler Peter Mario Grau und Dagmar Manzel absolvierte ihr Schauspielstudium an der Hochschule für Film und Fernsehen Potsdam, das sie 2008 abschloss. Sie spielte in Theaterproduktionen am Hans-Otto-Theater Potsdam, den Sophiensaelen Berlin, sowie am Deutschen Theater Berlin und dem Schauspielhaus Zürich. Ihr Spielfilmdebüt gab sie 2006 in Henner Wincklers Lucy. In Kaspar Heidelbachs Berlin 36 wirkte sie ebenso mit wie in Sven Taddickens Abenteuer-Komödie Zwölf Meter ohne Kopf. 2009 stand Manzel für Dominik Grafs Im Angesicht des Verbrechens in der Rolle der Eva Padelski vor der Kamera. Neben Remo Schulze spielte sie die Hauptrolle in Bartosz Werners Beziehungsdrama Unkraut im Paradies, das 2010 im Wettbewerb des Filmfestival Max Ophüls Preis lief. Ebenfalls 2010 ist sie an der Seite von Volkram Zschiesche und Jan Dose in Andreas Kleinerts Drama Barriere zu sehen, das im Rahmen der Berlinale Premiere feierte.
Klara Manzel ist verheiratet und hat zwei Kinder. Sie lebt in Zürich und arbeitet als Lehrerin.

## Filmographie
- 2006: Lucy – Regie: Henner Winckler
- 2008: SOKO Wismar – Endstation Rot – Regie: Peter Altmann
- 2008: Berlin 36 – Regie: Kaspar Heidelbach
- 2009: SOKO Köln – Mein Freund der Mörder – Regie: Michael Schneider
- 2009: 12 Meter ohne Kopf – Regie: Sven Taddicken
- 2010: Unkraut im Paradies – Regie: Bartosz Werner
- 2010: Im Angesicht des Verbrechens – Regie: Dominik Graf
- 2010: Barriere – Regie: Andreas Kleinert
- 2010: Polizeiruf 110 – Fremde im Spiegel – Regie: Ed Herzog
- 2011: Großstadtrevier – Neues Ich – Regie: Till Franzen
- 2012: Zwei Leben – Regie: Georg Maas
- 2012: Polizeiruf 110 – Bullenklatschen – Regie: Thorsten Schmidt
- 2013: Mord nach Zahlen – Regie: Thorsten Näter
- 2014: Tatort – Großer schwarzer Vogel – Regie: Alexander Dierbach
- 2015: Besuch für Emma – Regie: Ingo Rasper
- 2020: Morden im Norden: Aus gutem Hause[1]

## Hörspiele
- 2008: Das Peter-Prinzip nach Laurence J. Peter und Raymond Hull, Regie: Ulrich Gerhardt, Hessischer Rundfunk
- 2008: Zeppelini von Dunja Arnaszus, Regie: Ulrich Gerhardt, Rundfunk Berlin-Brandenburg/Deutschlandfunk
- 2009: Armut, Reichtum, Mensch und Tier von Hans Henny Jahnn, Deutschlandradio Kultur/Hochschule für Film und Fernsehen Konrad Wolf
- 2009: Verbrennungen von Wajdi Mouawad, Hessischer Rundfunk/Deutschlandfunk
- 2010: Ein liebender Mann von Martin Walser, Hessischer Rundfunk/Deutschlandradio Kultur